# SRSLY
SRSLY (английская аббревиатура Seriously [ˈsɪərɪəslɪ], расшифровывается как «серьёзно») — медиа о блогерах, инфлюенсерах, инсайдерах и «новом образе жизни», запущенное «Газпром-Медиа» в марте 2020 года.

## История
Сайт SRSLY.ru был запущен 31 марта 2020 года российской медиакомпанией «Газпром-Медиа» и стал первым в Рунете медиа о блогерах.
На сайте существует собственный рейтинг и энциклопедия блогеров и инфлюенсеров. Основная аудитория веб-сайта — это подписчики блогеров: 18—35 лет, социально активные люди, живущие в крупных городах России, которые проводят много времени в социальных сетях.
С 22 марта 2024 года медиа стало управляться издательским домом «Семь дней».
29 октября 2024 года было официально объявлено о том, что SRSLY теперь интегрировано в структуру объединённой редакции издательства «Семь дней».

### Рейтинг SRSLY
Рейтинг SRSLY показывает самых влиятельных блогеров СНГ. Рейтинг складывается из индекса цитируемости и количества подписчиков, мнений экспертов рынка и редакции, а также голосов пользователей сайта. На протяжении долгого времени рейтинга первые места одерживают Влад Бумага, Настя Ивлеева и Оксана Самойлова.

### Премия
23 декабря 2020 года медиа SRSLY провело на своём YouTube-канале собственную премию под названием SUPER SRSLY «Утомлённые лайками». Обладатели премии были определены исходя из рейтинга SRSLY, составленного в партнёрстве с компанией «Медиалогия».

### Духи
28 мая 2020 года SRSLY совместно с «Библиотекой ароматов» запустили продажу фирменных духов, акцент в которых был на тексте и флаконе. Флаконы продавались на сайте «Библиотеки ароматов» в специальном разделе, созданном для SRSLY. Коллекция ароматов была выпущена ограниченным тиражом, продажи длились девять дней до 5 июня 2020. Часть дохода с продаж шла SRSLY.

## Руководство

### Генеральные директора
- Алексей Федорко (март 2020 — март 2024)
- С марта 2024 должность упразднена, управляется компанией АО «Издательство Семь Дней»

### Главные редактора
- Алина Бавина (март 2020 — октябрь 2021)
- Александра Мансилья (ноябрь 2021 — июнь 2022)
- С июня 2022 должность упразднена

## Критика
Главный редактор The Village — Татьяна Симакова считает, что прямых конкурентов у SRSLY нет, но новое издание будет конкурировать скорее с TJ и отчасти со «Сплетником». «В целом же сейчас не лучшее время, чтобы открывать новые медиа», — считает Симакова. Менеджер по продукту управляющего TJ ИД «Комитет» Константин Панфилов полагает, что время, когда площадки конкурировали по пересечению тематик — закончилось. «Теперь все продукты из разных ниш конкурируют друг с другом за ограниченное внимание пользователей. Для нас YouTube — более серьёзная угроза, чем какой-либо нишевой сайт», — отметил он.